# Uplink (telecomunicazioni)
Nelle telecomunicazioni, il termine uplink indica la possibilità per un dispositivo mobile o fisso di inviare pacchetti (o più genericamente un flusso finito di dati o informazioni) verso un ripetitore radio o un apparato di rete come uno switch o router. Questo termine identifica anche la porta di rete utilizzata dagli switch per comunicare con altri dispositivi di rete al di fuori della propria LAN, come un router o un modem.

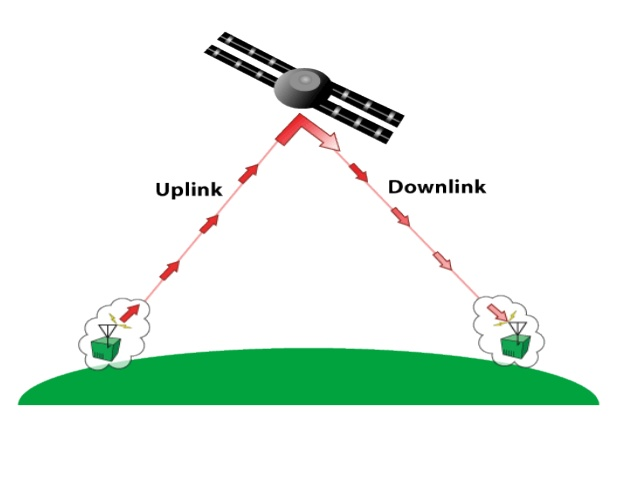
Semplice grafica che spiega il termine uplink e downlink

È importante sottolineare che nei moderni sistemi di telecomunicazioni le connessioni sono bi-direzionali. 
Anche se solitamente si usa il termine uplink per identificare una specifica porta di diversi apparati di rete (switch, router, hub) è necessario tenere in considerazione il fatto che lo stesso cavo o rete wireless può trasferire dati anche in downlink (quindi verso-e-da il dispositivo che in questo momento tenta la trasmissione), piuttosto che in una sola direzione. Il termine uplink viene generalmente usato per indicare quale apparato inizializza la trasmissione di dati verso un altro dispositivo.
La parola uplink viene inoltre comunemente utilizzata nelle comunicazioni satellitari per trasmettere in broadcast segnali radio e televisivi. Le emittenti trasmettono il loro segnale da antenne di terra ai satelliti artificiali orbitanti: questo processo prende il nome di uplink satellitare.
Le compagnie telefoniche o possessori di impianti radio si riferiscono al termine uplink come metodo di instradamento upstream verso la loro rete dati. Questi tipi di uplink possono trasportare testo, immagini, dati internet e altre informazioni che verranno instradate dal provider verso la rete internet.